# Frances de Dalmatie
Frances de Dalmatie (née Frances Dellschaft à Chaumont le 20 juin 1923 et morte à Saclay le 22 août 2012) est une poète et traductrice franco-américaine.

## Biographie
Fille de Frederick Dellschaft, industriel du pétrole, et de Marthe Chaumont, elle épouse en premières noces Jean-de-Dieu Reille-Soult de Dalmatie (fils de François Reille-Soult) en 1947, dont elle divorce en 1962. Elle épouse alors, le 31 août 1963, le général Georges Catroux,.
Son premier recueil, Jeunes Incantations, a paru en 1950. Ont suivi Le Bal vert (1954) et Anamorphose (1957), dont s'éclaire ainsi le propos : « La poésie […] est, comme l'anamorphose, une perspective étirée au-delà des cadres de l'apparence normale et dont l'image juste n'est restituée qu'à partir d'un certain point, qui est précisément l'œil du poète. »
En 1950, elle reçoit le prix Artigue et en 1957, le prix Alice-Louis-Barthou de l’Académie française pour l'ensemble de son œuvre poétique.

## Publications
- Jeunes incantations : poèmes. Avec 4 dessins de Henri Mondor (1950)
- Le Bal vert (1953), prix Paul Verlaine de l'Académie française 1954
- Anamorphose (1957)
- Les Dioscures (1966)

### Traductions
- Le Sexe inutile : voyage autour de la femme (Il sesso inutile) d'Oriana Fallaci (1961)
- D'un monde à l'autre (Altro mondo) de Sonali DasGupta (1962)
- Masséna, l'enfant chéri de la Victoire de James Marshall-Cornwall (préface du général Cartoux, 1965)
- L'Ami juif du pape. Gian Franco Svidercoschi (préface du cardinal Etchegaray, 1995)
- Un chemin tout simple de Mère Teresa (1995)
- Grains de blé : aphorismes de Hans Urs von Balthasar (2003)
- Elio Guerriero de Hans Urs von Balthasar (préface de Jean-Robert Armogathe, 2013, prix de traduction 1994 de l'Académie française[5])

## Sources
- Jean Rousselot. Dictionnaire de la poesie francaise contemporaine 1968, Auge, Guillon, Hollier -Larousse, Mooreau et Cie.-Librairie Larousse, Paris
- Robert Sabatier, La Poésie du XXe siècle. 3, 1988